# Кирил Володимир Олексійович
Володимир Олексійович Кирил (нар. 20 червня 1950, село Маршинці, Новоселицький район, Чернівецька область) — український політик.  Народний депутат України 3-го скликання від КПУ.

## Життєпис
Народився в селянській родині. З 1968 по 1970 рік служив у радянській армії.
У 1970—1973 роках працював колгоспником в колгоспі імені Жданова Новоселицького району Чернівецької області та навчався в Хотинському сільськогосподарському технікумі.
З 1973 по 1977 працював агрономом колгоспу імені Жданова Новоселицького району Чернівецької області.
Член КПУ.
У 1977—1981 роках — голова виконавчого комітету Маршинської сільської ради народних депутатів Новоселицького району Чернівецької області.
З 1981 по 1985 працював заступником голови, секретарем партійного комітету колгоспу імені Жданова Новоселицького району Чернівецької області.
Без відриву від виробництва у 1982 році закінчив Кам'янець-Подільський сільськогосподарський інститут, вчений-агроном.
У 1985—1998 роках — голова колгоспу (об'єднання селянських господарств) «Ленінський шлях» села Маршинці Новоселицького району Чернівецької області.
Народний депутат України 3-го скликання з березня 1998 по квітень 2002 року від КПУ, № 47 в списку. Був членом Комітету з питань бюджету (з липня 1998), член фракції КПУ (з травня 1998).
У квітні 2002 року висувався кандидатом в народні депутати України по виборчому округу № 204 Чернівецької області від КПУ, але зайняв лише 6-е місце, набравши 4.00% голосів.
Потім — на пенсії.